# Norbert Zafimahova
Norbert Zafimahova (* 28. Oktober 1913 in Ambarikorano; † 3. April 1974) war ein madagassischer Politiker und Staatssekretär.

## Leben
Er war von 1948 bis 1958 Senator für Madagaskar im französischen Senat der IV. Republik. 1956 gründete er die UDSM (Union des Démocrates Sociaux de Madagascar) und kandidierte 1959 als Präsident der Nationalversammlung (Madagaskar)s (1958–1960) erfolglos gegen Philibert Tsiranana um das Amt des Präsidenten. 
Er stürzte während der Auseinandersetzungen um die politischen Reformen und die Wiedereinführung die Fokon'olona am 3. Juli 1974 mit einem Flugzeug ab, in dem ursprünglich Hannes Kamphausen (* 1936; † 1974), ein Berater des linksorientierten Innenministers Ratsimandrava hatte mitfliegen sollen.